# 가모 마유
가모 마유(일본어: 蒲生 麻由, がもう まゆ, 1982년 3월 16일 ~ )는 일본의 배우이다.